# Marlines de Boca del Río
Los Marlines de Boca del Río fue un equipo de béisbol que participó en la Liga Invernal Veracruzana con sede en Veracruz, Veracruz, México.

## Historia

### Inicios
Los Marlines de Boca del Río debutaron en el 2010 en la LIV.

### Actualidad
En la actualidad forman parte de la Zona Sur de la LIV.

## Jugadores

### Roster actual
"Temporada 2011-2012"
| Lanzadores: - 2 Sixto Báez Meza - 3 Eduardo Neri Castillo - 9 Epifanio Herrera Uscanga - 11 Sergio Martínez Alvarado - 15 José Tejeda - 17 Rafael Vázquez - 18 Aldo Valencia - 23 Joel Peña - 33 Oscar Ruiz - 55 Raúl Fregoso Receptores: - 7 Fabián Ojeda - 12 Benjamín Barragán Baizabal |  | Jugadores de Cuadro: - 3 Even Zuriel Torres Villegas - 4 Rufino Josué Candelario García - 6 José Carlos Griffith Ingrion - 13 Andrés Gutiérrez Bravo - 16 José Francisco Acosta Pérez Jardineros: - 5 Yamil Gabriel Romero Portela - 8 Antony Cazarín - 14 Ricardo Ruiz Hernández - 19 Leobardo Arauz Escárcega - 20 Jorge Roque Avila Cuerpo Técnico: - Mánager: Ramón Arano Bravo - Coach: Víctor Cruz - Coach: Alfredo Beltrán - Coach: Santiago Luna - Bat Boy: Noé Pérez Rufino |